# Carmine Giovinazzo
Carmine Dominick Giovinazzo (Port Richmond, 24 agosto 1973) è un attore statunitense.

## Biografia
È cresciuto in una famiglia di ufficiali di polizia del NYPD di origini italiane; l'attore ha infatti origini calabresi da parte di padre: il nonno paterno, Domenico Giovinazzo, era emigrato da San Giorgio Morgeto (RC). Da giovane ha praticato molti sport, ma il baseball e il roller hockey sono i suoi preferiti. Si è diplomato alla Port Richmond High School nel 1992 e ha frequentato il Lorrington College. Il suo sogno era diventare un giocatore professionista di baseball, ma una seria lesione alla schiena compromette definitivamente la sua carriera. Da bambino, avendo partecipato in numerosi cortometraggi, decide di continuare questa esperienza. Ha girato parecchi cortometraggi alla New York University e alla State University of New York, più alcune pellicole indipendenti tra il 1998 e il 1999.
Nel 2001 si è trasferito a Los Angeles. Dopo non molto tempo ha avuto un ruolo nell'episodio pilota di Buffy l'ammazzavampiri, dove ha interpretato la prima vittima vista sullo schermo. Dopo di che è apparso numerose volte come ospite sia in televisione sia in pellicole cinematografiche. Il ruolo più famoso interpretato da Giovinazzo è quello di Danny Messer, nella serie televisiva CSI: NY. Dal 2013 al 2015 ha interpretato l'investigatore Sid Markham nella serie TV Graceland.

## Vita privata
L'11 luglio 2010 sposa l'attrice Vanessa Marcil. Nel giugno 2011 la coppia annuncia di essere in attesa di un figlio, ma nel dicembre dello stesso anno, Giovinazzo annuncia che la moglie ha avuto un aborto, il secondo nel corso di quell'anno. Dopo aver manifestato l'intenzione di separarsi, la coppia ha ufficialmente divorziato nel marzo 2013.
Cugino del regista Buddy Giovinazzo, suona la chitarra in un gruppo chiamato Ceesau e scrive canzoni nel tempo libero. È anche un pittore, specialmente di oli su tela, e un suo dipinto è comparso in una puntata della serie CSI: NY.

## Filmografia parziale

### Cinema
- Libertà vigilata (No Way Home), regia di Buddy Giovinazzo (1996)
- Fallen Arches, regia di Ron Cosentino (1998)
- Billy's Hollywood Screen Kiss, regia di Tommy O'Haver (1998)
- Gioco d'amore (For Love of the Game), regia di Sam Raimi (1999)
- Alla ricerca del successo (The Learning Curve), regia di Eric Schwab (2001)
- Black Hawk Down - Black Hawk abbattuto (Black Hawk Down), regia di Ridley Scott (2001)
- U-429 - Senza via di fuga (In Enemy Hands), regia di Tony Giglio (2004)
- Life Is Hot in Cracktown, regia di Buddy Giovinazzo (2009)

### Televisione
- Buffy l'ammazzavampiri (Buffy the Vampire Slayer) – serie TV, episodio 1x01 (1997)
- Shasta McNasty – serie TV, 22 episodi (1999-2000)
- CSI - Scena del crimine (CSI: Crime Scene Investigation) – serie TV, episodio 3x01 (2002)
- Colombo (Columbo) – serie TV, episodio 10x14 (2003)
- CSI: Miami – serie TV, episodio 2x23 (2004) – Danny Messer
- CSI: NY – serie TV, 197 episodi (2004-2013) – Danny Messer
- Graceland – serie TV, 9 episodi (2014-2015)
- Criminal Minds – serie TV, episodio 11x15 (2016)
- Batwoman – serie TV, episodio 1x18 (2020)

## Doppiatori italiani
Nelle versioni in italiano delle opere in cui ha recitato, Carmine Giovinazzo è stato doppiato da:
- Alessandro Quarta in CSI: Scena del crimine, Graceland
- Riccardo Rossi in CSI: NY, Criminal Minds
- Sacha De Toni in Black Hawk Down - Black Hawk abbattuto
- Francesco De Francesco in The Offer